# قاضي محمد
قاضي محمد (1 مايو 1893 - 31 مارس 1947)، كان زعيمًا دينيًا وسياسيًا كرديًا إيرانيًا، أسس الحزب الديمقراطي الكردستاني الإيراني وقاد جمهورية مهاباد المدعومة من السوفييت والتي لم تدم طويلاً و ثاني من أعلنوا الدولة الكردية في الشرق الأوسط بعد (جمهورية أرارات). أعدم شنقًا من قبل الحكومة الإيرانية بتهمة الخيانة عام 1947.

## حياته
ولد لأسرة غنية في عام 1893 في مدينة مهاباد الإيرانية القريبة من مناطق الحدود الإيرانية مع الإتحاد السوفيتي (سابقاً) وهو ابن القاضي «علي بن قاسم بن ميرزا أحمد». عُرف عنه اهتمامه بأمور العلم والشريعة والفقه الإسلامي، وإتقانه إلى جانب لغته الكردية الأم العربية والتركية والفارسية والفرنسية إلى جانب إلمامه بالإنجليزية والروسية، عين مسؤولا ثقافيا في مهاباد عندما افتتحت أول مدرسة بالمدينة، حيث شجع الناس على تعلم العلوم والفنون لمواجهة ما كان يوصف بالاضطهاد والظلم بحق الكرد، عارض القبلية بشدة وعرف عنه تواضعه واهتمامه بالفقراء، وتشير الكتابات الكردية إلى التأثير الكبير لشخصية قاضي محمد بين مختلف طبقات الشعب الكردي.
تأثر بالأفكار الديمقراطية والوطنية، وانضم في ثلاثينيات القرن المنصرم إلى حزب خويبون الذي تأسس عام 1927، عام 1942 تأسست جمعية بعث كردستان وتركز نشاطها في مهاباد ثم تحول اسمها في عام 1945 إلى الحزب الديمقراطي الكردستاني وكانت بزعامة قاضي محمد، وكان برنامجه يتلخص في تحقيق الحرية في إيران، والحكم الذاتي لكردستان داخل الحدود الإيرانية، والإخاء مع الشعب الآذربيجاني وكل الأقليات غير الفارسية، وانتشرت شعبية الحزب في المنطقة وضمت مختلف فئات الكرد، استغل قاضي محمد ظروف ضعف الحكم في طهران ووجود القوات السوفياتية في الأراضي الإيرانية، ليعلن في 22 يناير 1946 قيام ما عرف بجمهورية مهاباد أو جمهورية كردستان الديمقراطية بالوصف الكردي وانتخب رئيساً لها، واعتمد على السوفييت في تسليح قوات حزبه وتدريبهم، يقول الكرد عنه في أدبياتهم أنه امتاز بنكران الذات لذا فقد أحبه أبناء شعبه فأطلقوا عليه لقب «بشه وا» أي الإمام.
حاول التفاوض مع حكومة طهران حول علاقة جمهوريته بوصفها سلطة حكم ذاتي بالحكومة المركزية، لكن الحكومة الإيرانية ردت في ديسمبر 1946 بإرسال حملة عسكرية (بعد انسحاب القوات السوفياتية من إيران) نجحت في القضاء على الجمهورية الكردية، بعد وصول القوات الإيرانية إلى مهاباد قام قائد تلك القوات همايوني بجمع قادة حزب الديمقراطي الكردستاني الإيراني في بلدية المدينة وطلب منهم الأسلحة المستلمة من الاتحاد السوفيتي، فأجابوه أن البنادق وزعت وأحرقت قائمة الأسماء الذين استلموها وقام قاضي محمد بوضع مسؤولية هذا العمل على عاتقه الشخصي فقط، فاعتقل ومعه جميع الموجودين من قادة الحزب البالغ عددهم 28 عضواً، تمت محاكمة «قاضي محمد» عسكرياً فحكموا عليه بالإعدام في 23 يناير 1947 في ساحة جارجرا فجراً وهي نفس الساحة التي أعلن فيها الجمهورية، وهو أول من وضع وصية للبارزاني بأن يحافظ على علم وطن كُردستان.

## مسيرته

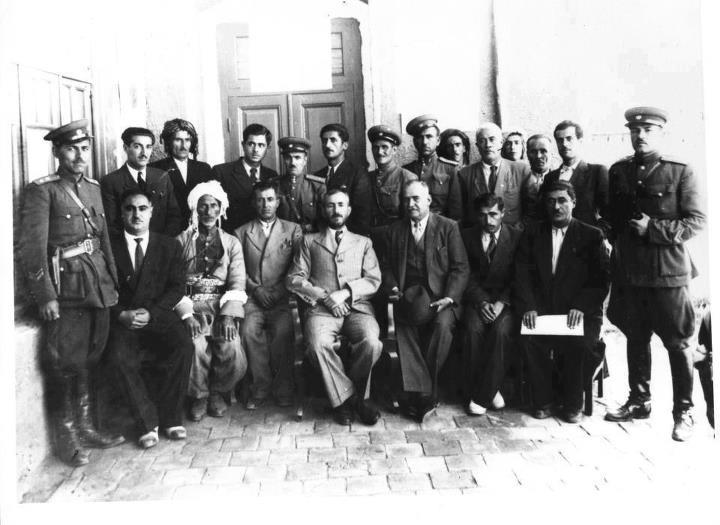
جمهورية مهاباد الكردية عام 1946 - الرئيس قاضي محمد في الوسط

عمل قاضي محمد كرئيس لجمهورية ماهاباد في عام 1946، وكان أيضًا مؤسس الحزب الديمقراطي الكردستاني في إيران، وتم تأسيسه بعد أن شعر أتباعه بالحاجة إلى حزب أكثر شفافية (كان حزب «كومي جيانوي» موجوداُ قبل ذلك كمنظمة سرية)، وكان مصطفى البرزاني أحد قادة الحركة القومية الكردية في كردستان العراق، كان ابن عمه محمد حسين سيف وزيراً في حكومته، بعد مرور عام بعد انسحاب السوفييت من إيران، تم أسترجاع أراضي الجمهورية الكردية من قبل الحكومة المركزية في إيران.